# Église Saint-Martin de Layrac
L'église Saint-Martin est une église catholique romane datée principalement du XIIe siècle située à Layrac, en France.

## Localisation
L'église Saint Martin est située sur une terrasse qui domine la campagne boisée le long du Gers à Layrac, dans le département français de Lot-et-Garonne.

## Historique
La charte de fondation du prieuré de Saint-Martin-de-Layrac date du 16 décembre 1064. La donation a été faite par Hugues, vicomte de Brulhois, et son frère puîné Hunald, de la maison de Béarn. Ils se sont partagé leurs biens en 1062. Hunald est alors moine à l'abbaye de Moissac dont il est devenu abbé en 1072,.
Jusqu'au début du XIXe siècle on pouvait lire sur le sol du chœur une inscription en mosaïque : HAS AEDES SACRAS FVNDAVIT HVNALDVS.
Le chanoine Labénazie a donné le texte d'une autre inscription qui a disparu dans son livre Histoire manuscrite de l'Agenais écrit au débur du XVIIIe siècle : 
HOC TIBI CHRISTE DEVS SVB TRIO NOMINE VERVS
TEMPLVM IAM MONACHVS PRIMVM FVNDAVIT HVNALDVS.
L'église a été consacrée par le pape Urbain II à son retour du concile de Clermont comme l'indiquait une inscription elle aussi perdue :
ANNO DOMINI MXCVI A PAPA VRBANO II CONSECRATVM EST (hoc templum) IN HONOREM BEATORVM APOSTOLORVM PETRI ET PAVLI ATQVE BEATI MARTINI.
La consécration de l'église ne signifie pas que la construction de l'église était terminée à cette date.
La lecture du plan montre que l'édifice actuel est entièrement du XIIe siècle même si les inscriptions dont on a conservé la mémoire donnent des dates antérieures qui correspondent à un édifice disparu. Pour Pierre Dubourg-Noves, sa construction a dû se placer après celles de Sorde-l'Abbaye et de l'abbatiale de Saint-Sever.
Les vicissitudes de l'histoire du monument font que peu de documents permettent de retracer l'histoire de sa construction.
L'église a été restaurée au XVIIIe siècle et le monastère est renouvelé. La coupole de la croisée du transept est réparée et le chœur s'est orné d'un baldaquin monumental et des peintures de Franceschini figurant l'apothéose de saint Benoît qui ont disparu.
Au XIXe siècle ont été faites de nouvelles restaurations du dôme de la croisée du transept.
L'administration des monuments historiques a restauré l'église au XXe siècle. La recherche du niveau ancien du sol a permis de découvrir les restes d'une mosaïque dont la datation a été discutée entre la consécration de l'église par Urbain II, dans la décade précédant 1096, voire avant, avec la première église construite entre 1064 et 1072, et la reconstruction du chœur au XIIe siècle. Des fragments de mosaïques ont été découvertes dans le chœur de l'abbatiale Saint-Sever qui rappellent celles de Layrac.
L'édifice est classé au titre des monuments historiques en 1908 et inscrit en 1926 pour sa tour-clocher isolée.

## Architecture
Cette église est considérée comme un chef-d'œuvre de l'art roman du XIIe siècle.
Son portail marque l'entrée de l' édifice bâti autour d'une nef à vaisseau unique. Des vestiges de mosaïques sont encore visibles dans le pavement. Elles illustrent la scène biblique de Samson terrassant le lion. De nombreux chapiteaux sculptés ornent les piliers. Le chœur est coiffé d'une coupole de dix mètres de diamètre et une ample abside percée de neuf fenêtres clôt le sanctuaire.

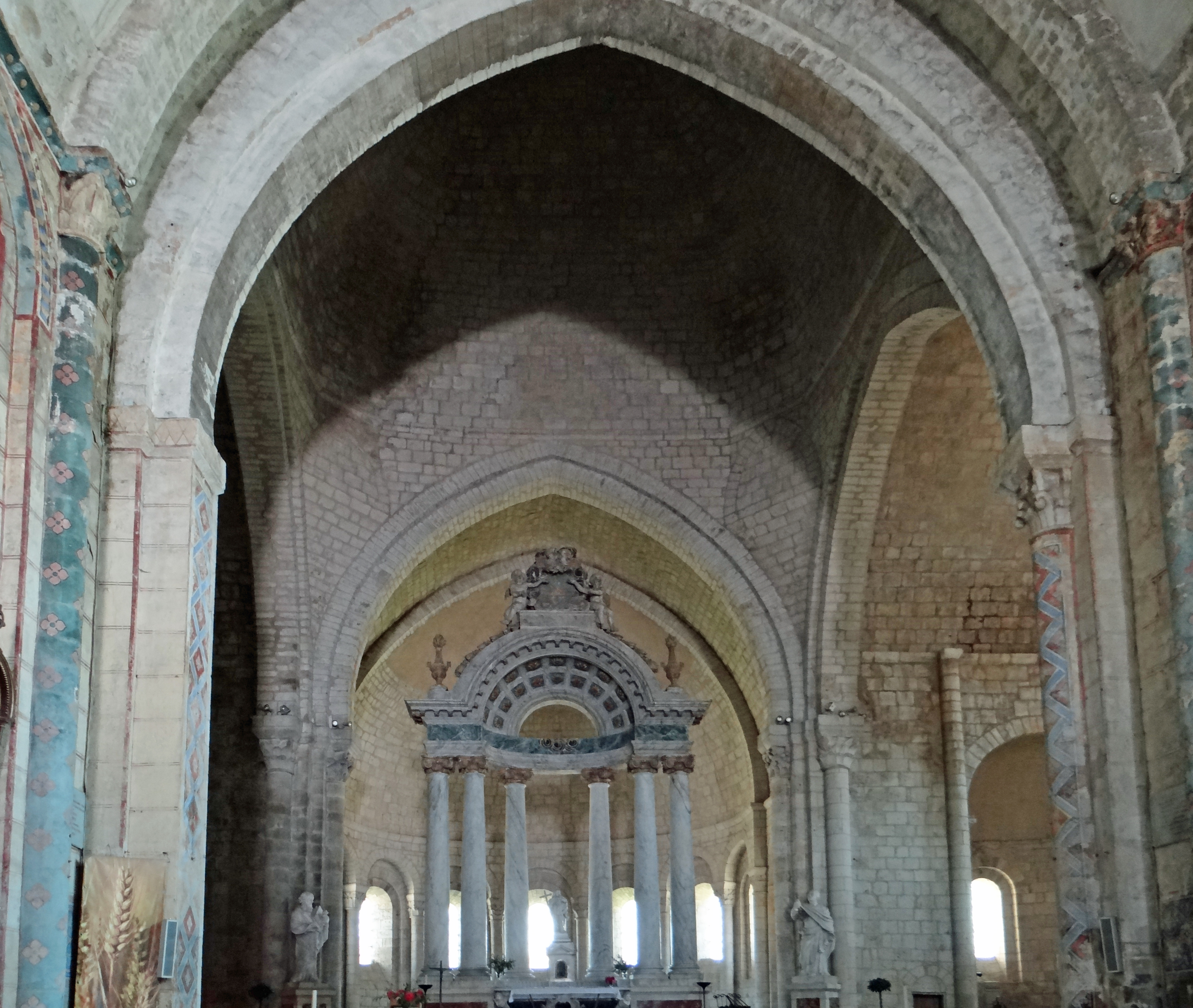
Le chœur et  le baldaquin du XVIIIe siècle
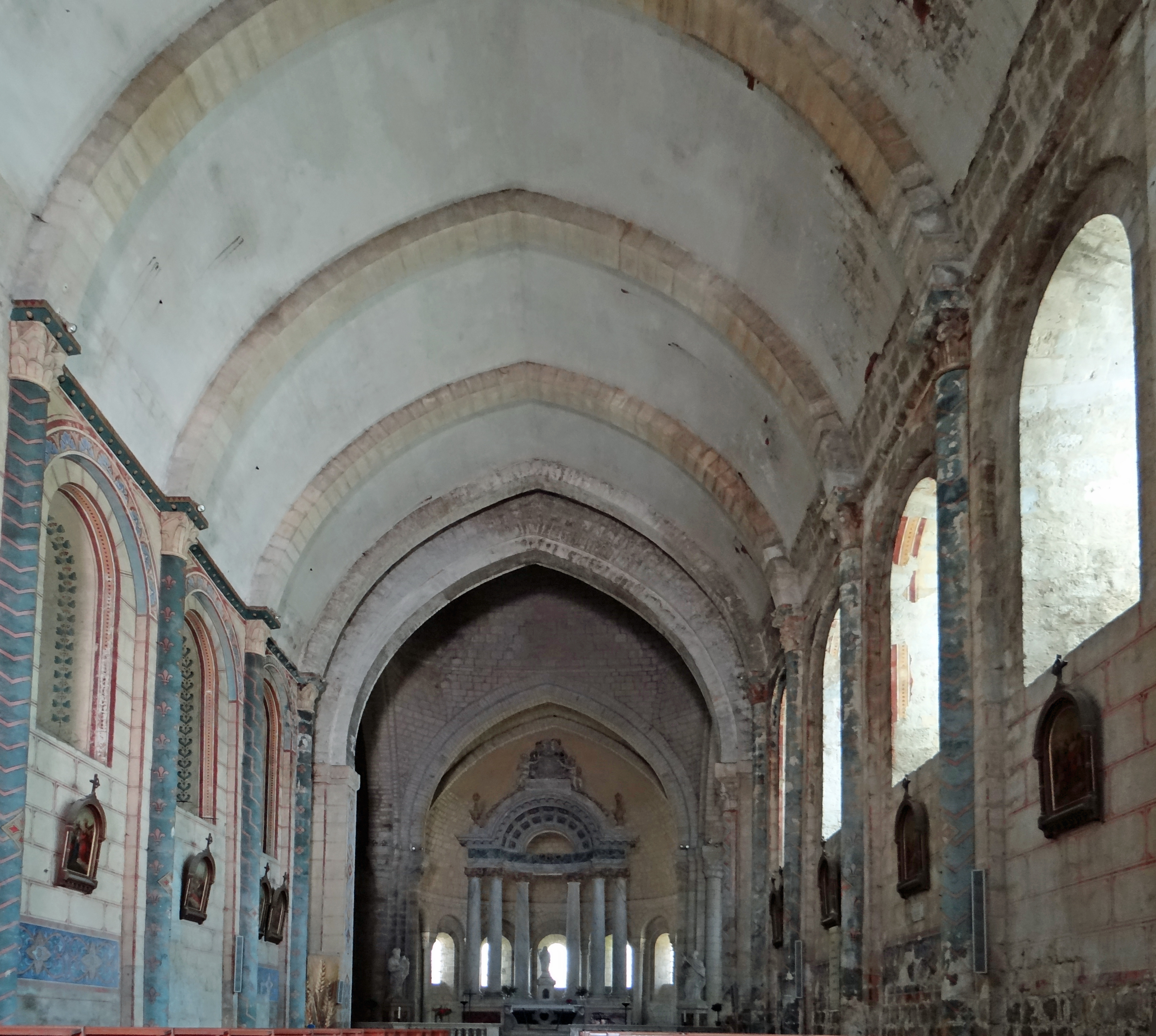
La nef voûtée en berceau brisé et arcs-doubleaux
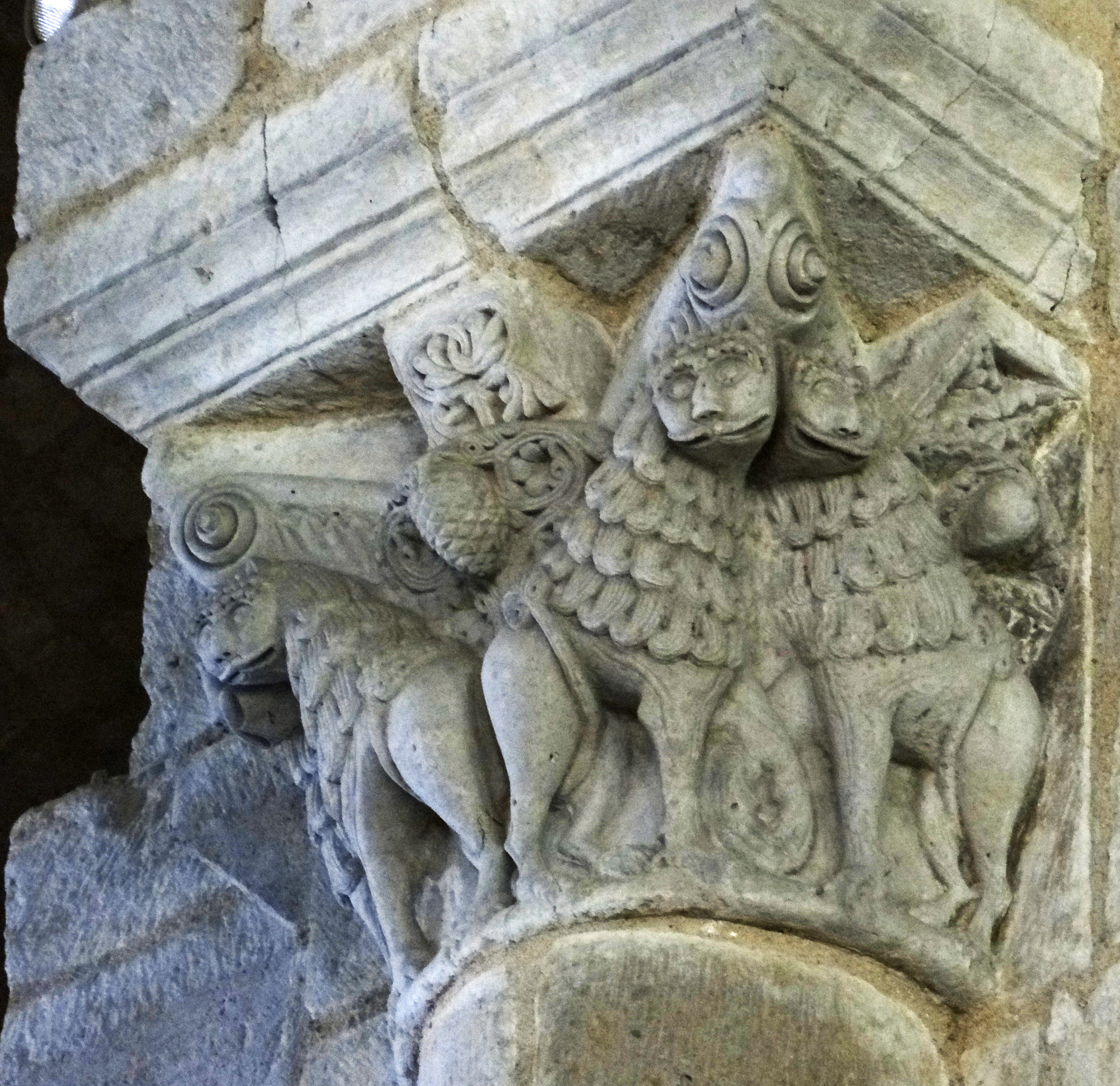
Chapiteau de la croisée du transept
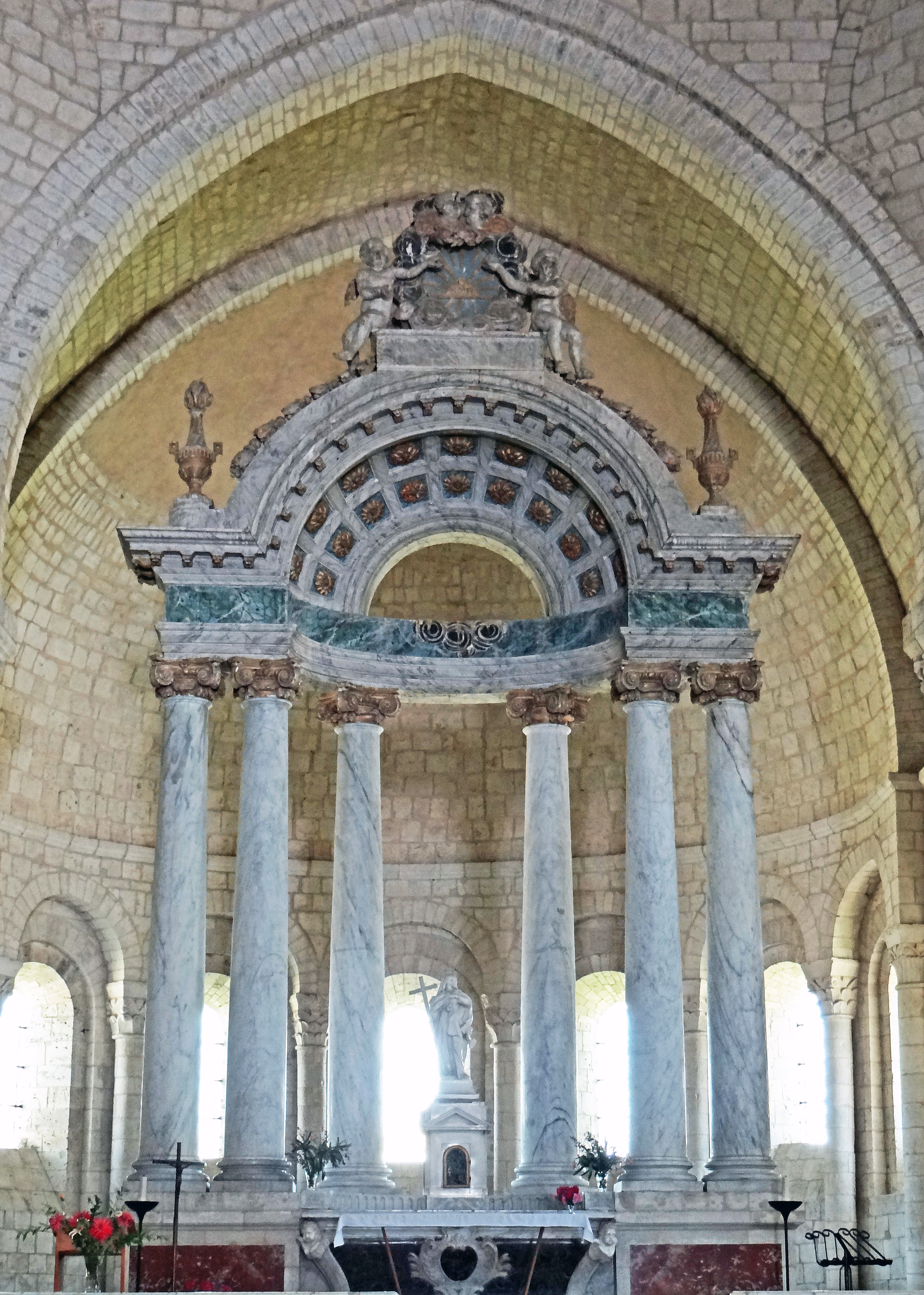
Le baldaquin du chœur